# Episodi de I maghi di Waverly (terza stagione)
La terza stagione della serie televisiva I maghi di Waverly, composta da 28 episodi, è stata trasmessa per la prima volta negli Stati Uniti su Disney Channel dal 9 ottobre 2009 al 15 ottobre 2010. In Italia è stata trasmessa in prima visione da Disney Channel dal 19 febbraio 2010 al 31 ottobre 2010.

Logo delle prime tre stagioni

| nº | Titolo originale                | Titolo italiano                | Prima TV USA      | Prima TV Italia   |
| -- | ------------------------------- | ------------------------------ | ----------------- | ----------------- |
| 1  | Franken Girl                    | Frankie Stein                  | 9 ottobre 2009    | 5 marzo 2010      |
| 2  | Halloween                       | Halloween                      | 16 ottobre 2009   | 23 aprile 2010    |
| 3  | Monster Hunter                  | Il cacciatore di mostri        | 23 ottobre 2009   | 19 febbraio 2010  |
| 4  | Three Monsters                  | Tre mostri                     | 30 ottobre 2009   | 19 febbraio 2010  |
| 5  | A Night at the Lazerama         | Notte al museo                 | 6 novembre 2009   | 26 febbraio 2010  |
| 6  | Doll House                      | La casa delle bambole          | 20 novembre 2009  | 19 marzo 2010     |
| 7  | Marathon Helper                 | Harper la Maratoneta           | 4 dicembre 2009   | 26 marzo 2010     |
| 8  | Alex Charms a Boy               | Una coppia... artistica        | 15 gennaio 2010   | 2 aprile 2010     |
| 9  | Wizards vs. Werewolves          | Maghi contro lupi mannari      | 22 gennaio 2010   | 2 luglio 2010     |
| 10 | Positive Alex                   | L'incantesimo della positività | 26 febbraio 2010  | 9 aprile 2010     |
| 11 | Detention Election              | Elezioni e punizioni           | 19 marzo 2010     | 18 giugno 2010    |
| 12 | Dude Looks Like Shakira         | Quel tipo sembra Shakira       | 16 aprile 2010    | 4 giugno 2010     |
| 13 | Eat to the Beat                 | Mangia con la banda            | 30 aprile 2010    | 14 maggio 2010    |
| 14 | Thirt Wheel                     | La ruota di scorta             | 30 aprile 2010    | 9 luglio 2010     |
| 15 | The Good, The Bad, and the Alex | La rivoluzione dei maghi       | 7 maggio 2010     | 16 luglio 2010    |
| 16 | Western Show                    | Un salto nel vecchio West      | 14 maggio 2010    | 23 luglio 2010    |
| 17 | Alex's Logo                     | Alex è amica del preside       | 21 maggio 2010    | 10 settembre 2010 |
| 18 | Dad's Bugging' Out              | Quell'insetto di Papà          | 4 giugno 2010     | 16 settembre 2010 |
| 19 | Max's Secret Girlfriend         | La fidanzata segreta di Max    | 11 giugno 2010    | 23 settembre 2010 |
| 20 | Alex Russo, Matchmaker?         | Una scintilla di troppo        | 2 luglio 2010     | 1º ottobre 2010   |
| 21 | Delinquent Justin               | Il clone di Justin             | 16 luglio 2010    | 8 ottobre 2010    |
| 22 | Captain Jim Bob Sherwood        | Il capitano Jim Bob Sherwood   | 23 luglio 2010    | 15 ottobre 2010   |
| 23 | Russos vs. Finkles              | Come ti rovino l'audizione     | 30 luglio 2010    | 23 ottobre 2010   |
| 24 | All About You-Niverse           | Il mondo allo specchio         | 20 agosto 2010    | 29 ottobre 2010   |
| 25 | Uncle Ernesto                   | Lo zio Ernesto                 | 27 agosto 2010    | 31 ottobre 2010   |
| 26 | Moving on                       | Voltare pagina                 | 10 settembre 2010 | 31 ottobre 2010   |
| 27 | Wizards Unleashed               | Alex salva Mason               | 1º ottobre 2010   | 22 ottobre 2010   |
| 28 | Wizards Exposed                 | Il segreto svelato             | 15 ottobre 2010   | 31 ottobre 2010   |

## Frankie Stein
- Titolo originale: Franken Girl
- Diretto da: Bob Koherr
- Scritto da: Peter Murrieta

### Trama
Justin non vuole più che Alex vada nella sua camera senza permesso, allora crea "Franken-Girl" che ha il compito di catturare Alex qualora invada ancora il territorio. Alex però riesce a disattivare la sorveglianza. Allora Justin dice a Franken-Girl di diventare amica della sorella. Inizialmente Alex non la sopporta, ma poi trovano il modo di andare d'accordo.
- Guest star: Perry Mattfield (Franken-Girl/Frankie-Stein), Bill Chott (Mr. Laritate).

## Halloween
- Titolo originale: Halloween
- Diretto da: Bob Koherr
- Scritto da: Todd J. Greenwald

### Trama
I Russo devono allestire il "Waverly Substation" in una casa stregata per farla diventare la più spaventosa del quartiere. Alex va nel mondo magico e prende dei mostri che però non fanno paura a nessuno. Allora la ragazza torna a prendere i mostri più spaventosi. Gli abitanti del quartiere decidono di chiudere la casa stregata perché è eccessivamente spaventosa.
- Guest star: Bo Foxworth (Coach), Scott Freeburg (Doug), Daniel Roebuck (Mr. Evans), Sean Whalen (Mantooth), Hilary Hacker (Mrs. Chenowith), A.F. Day (Frank), Shannon McClung (Doug), Keith Allan (Wally).

## Il cacciatore di mostri
- Titolo originale: Monster Hunter
- Diretto da: Bob Koherr
- Scritto da: Richard Goodman

### Trama
Justin finisce il suo percorso guidato per diventare mago e sceglie come specializzazione di catturare i mostri. Alex, allora, inizia a studiare incantesimi con Harper per impararli ed arrivare al livello di Justin. Max però assieme alla sua coscienza fa un incantesimo che fa apparire dei mostri in città per far fallire il compito di Justin.
- Guest star: Moisés Arias (la coscienza di Max), Fred Willard (Stuffleby).

## Tre mostri
- Titolo originale: Three Monsters
- Diretto da: Victor Gonzalez
- Scritto da: Justin Varava

### Trama
Justin comincia il suo corso di caccia ai mostri e registra per sbaglio tre mostri a "Waverly Place". I mostri sono la famiglia Van Heusen era considerata come mostri. Rendendosi conto del suo errore, Justin cerca di risolvere il problema. Nel frattempo, Max cerca di staccarsi dalla sua coscienza, perché pensa che lui sta cercando di rubare la sua mamma.
- Guest star: Moisés Arias (la coscienza di Max), Bridgit Mendler (Juliet Van Heusen), Andy Kindler (Chancellor Tootietootie), Pat Finn (Luxor), Wendi McLendon-Covey (Dr. Ice).

## Notte nel museo
- Titolo originale: Night at the Lazerama
- Diretto da: Victor Gonzalez
- Scritto da: Peter Murrieta

### Trama
Justin finisce gli studi da mago indipendente e deve compiere una missione: fermare una mummia nel museo. Alex vuole superare Max negli studi magici perché la sua coscienza lo sta aiutando. Alex cerca di dividerli con l'aiuto di Harper. I genitori lo vengono a sapere e dicono ad Alex che se sono lontani l'uno dall'altro la coscienza sarebbe diventata una persona vera. Juliet segue Justin e vengono intrappolati dalla mummia. La coscienza e Max si riuniscono.
Alex viene a sapere della situazione di suo fratello e della sua ragazza. Quando arriva, Juliet era già andata via schiava della mummia, così salva e consola suo fratello.
- Guest star: Moisés Arias (la coscienza di Max), Bridgit Mendler (Juliet Van Heusen), Adam Irigoyen (la nuova coscienza), John Eric Bentley (la mummia).

## La casa delle bambole
- Titolo originale: Doll House
- Diretto da: Jean Sagal
- Scritto da: Vince Cheung e Ben Montanio

### Trama
Alex vuole usare lo scantinato come studio d'arte, ma allo stesso tempo vuole usarlo anche Justin. Intanto il padre di Harper si trasferisce per lavoro così Harper va a vivere nello scantinato della famiglia Russo. Mentre le due amiche lo svuotano trovano la vecchia casa delle bambole di Alex, così la ragazza pensa di trasferire lì il suo studio d'arte.I genitori allora decidono di buttare le vecchie cose tra cui la casa dove all'interno Alex, nel frattempo Justin sta cercando di vendere un pezzo da collezione a 400 dollari. Mentre i genitori buttano la casetta la regalano ad una bambina. Alex riuscirà a salvarsi dopo che Justin ricompra la casetta a 400 dollari dalla bambina.
- Guest star: Yara Shahidi (Oliv), Gregg Binkley

## Harper la Maratoneta
- Titolo originale: Marathon Helper
- Diretto da: Victor Gonzalez
- Scritto da: Vince Cheung e Ben Montanio

### Trama
Harper si sta preparando per la maratona ed Alex per farla vincere usa la magia. Dopo che Jerry scopre il trucco di Alex, lo viene a sapere Harper. Oltre a quelle gare, Harper scopre che Alex aveva utilizzato la magia quando aveva vinto altri premi come la gara di spelling, di judo e di salto con la corda, facendo poi deprimere Harper. Allora Alex riproduce tutte quelle gare, però Harper le perde tutte.
- Guest star: Dan Benson (Zeke), Imani Hakim (Connie).

## Una coppia... artistica
- Titolo originale: Alex Charms a Boy
- Diretto da: Bob Koherr
- Scritto da: Peter Murrieta

### Trama
Alex conosce un ragazzo, Mason, di cui s'innamora. I due hanno una passione che li unisce, l'arte. Però Alex scopre che Mason dipinge solo cani, raffigurandoli come protagonisti di importanti avvenimenti storici. Alex allora con un incantesimo spinge Mason a dipingere solo lei, ma alla fine, stanca delle eccessive attenzioni che il ragazzo le riserva, annulla l'incantesimo.
- Guest star: Gregg Sulkin (Mason Greyback), Bill Chott (signor Laritate), Richard Bernard (Violinista con i palloncini d'acqua), Josh Abraham Webber (studente), Seth Laird (fattorino della pizza).

## Maghi contro lupi mannari
- Titolo originale: Wizards vs. Werewolves
- Diretto da: Victor Gonzalez
- Scritto da: Vince Cheung, Ben Montanio, Gigi McCreery, Perry Rein

### Trama
Alex sospetta che Mason stia con un'altra ragazza perché ogni volta che si trova con lei quando si fa tardi scappa via senza dare spiegazioni, e per questo, con l'aiuto di Harper, lo bloccano e gli impediscono di scappare. Scoprono così che in realtà è un lupo mannaro e che con la luna si trasforma. Anche Mason scopre che Alex è una maga e questo sembra rafforzare il loro rapporto. Insieme, decidono di aiutare Justin a salvare Juliet dalla mummia. Grazie al fiuto del lupo mannaro, trovano la vampira, segregata in una prigione magica in Transilvania. I Russo e Mason affrontano la mummia e liberano Juliet.
Dopo aver salvato la vampira, Alex scopre che Mason era l'ex fidanzato di Juliet, e che è ancora innamorato di lei. Mason cerca di rimediare con Alex. Justin ha uno scontro col lupo mannaro: il mago non voleva che Mason facesse soffrire la sorella. Juliet arriva in difesa di Justin, e si scontra col lupo mannaro. La vampira viene graffiata, e Mason viene morso. Ogni vampiro graffiato da un lupo mannaro, per magia, acquista automaticamente gli anni che ha (i vampiri vivono milioni di anni) ed ogni licantropo morso da un vampiro si trasforma in un vero lupo. Per questi motivi, Alex e Mason non possono più stare insieme, e sono costretti a lasciarsi.
- Guest star: Gregg Sulkin (Mason Greyback), Bridgit Mendler (Juliet Van Heusen).

## L'incantesimo della positività
- Titolo originale: Positive Alex
- Diretto da: Victor Gonzalez
- Scritto da: Gigi McCreery e Perry Rein

### Trama
Alex vuole portare al ballo della scuola George, leader della band della scuola, ma è incapace di attirare la sua attenzione per colpa del suo atteggiamento aspro nei confronti della squadra di basket della scuola. Determinata ad andare al ballo con George, lancia un incantesimo su se stessa per diventare una persona positiva, ma l'ottimismo di Alex risulta essere troppo quando comincia a fare il tifo per la squadra avversaria. Nel frattempo, Justin è entrato nella squadra di basket.
- Guest star: Austin Butler (George), Bill Chott (Mr. Laritate).

## Elezioni e punizioni
- Titolo originale: Detention Election
- Diretto da: Bob Koherr
- Scritto da: Gigi McCreery, Perry Rein

### Trama
È tempo di eleggere il nuovo presidente scolastico e si candidano Justin e Zeck. Quando però il preside Laritate scopre che il suo ufficio è pieno di volantini di Justin si arrabbia e mette Justin in punizione, ma Alex non vuole che Justin si prenda la colpa e si fa mettere in punizione anche lei. Lì conosce Stevie, la nuova ragazza che ha la sua stessa reputazione e stringono amicizia. Al momento di eleggere il nuovo presidente Justin viene squalificato per quello che secondo Mr. Laritate aveva fatto, però alla fine Stevie confessa che era stata lei e Justin vince le elezioni. Intanto il Signor Russo, Max e Harper rimangono bloccati in una giostra.
- Guest star: Bill Chott (signor Laritate), Hayley Kiyoko (Stevie Nichols).

## Quel tipo sembra Shakira
- Titolo originale: Dude Looks Like Shakira
- Diretto da: Victor Gonzalez
- Scritto da: Peter Murrieta

### Trama
Shakira è in realtà lo zio Kelbo che si trasforma continuamente, ma a causa di un virus magico che ha colpito l'incantesimo della trasformazione ha dei problemi e non riesce più a controllare quando ha l'aspetto di Shakira e quando è se stesso. Grazie all'aiuto di Justin e Alex il virus viene eliminato.
- Special Guest Star: Shakira (se stessa)

## Mangia con la banda
- Titolo originale: Eat to the Beat
- Diretto da: Guy Distad
- Scritto da: Richard Goodman

### Trama
Justin viene eletto come presidente degli studenti e per prima cosa vuole sostituire Harper, la quale interpretava Shakespeare, con la musica suonata dal vivo. Justin però ingaggia una banda Jazz e ad Alex non piace così alla fine ingaggia un gruppo rock. Però Stevie (l'amica di Alex), che è una maga, cambia il suono rock con il suono Jazz perché Justin ed Alex stavano litigando.
- Guest star: Hayley Kiyoko (Stevie Nichols), Beau Billingslea (Burt Parks).

## La ruota di scorta
- Titolo originale: Third Wheel
- Diretto da: Robbie Countryman
- Scritto da: Justin Varava

### Trama
Alex scopre che Stevie è una maga e che hanno gli stessi interessi e per questo diventano amiche trascorrendo tutto il tempo insieme. Harper si sente la ruota di scorta e crede che Alex la sfrutti solo quando ne ha bisogno. Justin per completare il carro della sfilata della scuola ha bisogno dell'aiuto di Harper e perciò usa la magia per trasformarsi in Alex e lavorare con Harper. Quando Harper scopre l'inganno distrugge il carro e finisce in punizione, ma Alex si riappacificherà con Harper chiedendo di perdonarla durante la punizione.
- Guest star: Hayley Kiyoko (Stevie Nichols), Bill Chott (Mr. Laritate).

## La rivoluzione dei maghi
- Titolo originale: The Good, the Bad, and the Alex
- Diretto da: Victor Gonzalez
- Scritto da: Todd J. Greenwald

### Trama
Alex, Justin e Harper trovano il fratello di Stewie per farli riappacificare, ma il fratello racconta un'altra versione della storia, secondo la quale Stewie era scappata dalla competizione di famiglia dopo aver perso e così non era avvenuto il trasferimento. Quando tornano a casa scoprono che in realtà Stewie sta organizzando una rivoluzione per distruggere il trasferitore di poteri e così tutti i maghi conserverebbero i poteri. Alex sembra voler unirsi alla rivoluzione e convince anche Max che crede che diventerà il re dei maghi, ma quando Stewie è pronta per distruggere il trasferitore, Alex la immobilizza e trasferisce i suoi poteri al fratello. Solo Harper aveva creduto in Alex, mentre Justin la considerava davvero crudele.
- Guest star: Hayley Kiyoko (Stewie Nichols).

## Un salto nel vecchio West
- Titolo originale: Western Show
- Diretto da: Bob Koherr
- Scritto da: Justin Varava

### Trama
Il signor Laritate viene licenziato dal sovrintendente intento ad ispezionare la sua scuola, che prende il suo posto come preside. Tuttavia sia Alex, Justin e Max non vengono apprezzati dal nuovo preside e vogliono far ritornare il signor Laritate, che ora è impegnato in un lavoro che gli ricorda il vecchio West. Allora Alex decide di andare indietro nel tempo e di trasportare realmente il signor Laritate nel vecchio West per fargli capire quanto fosse brutto e convincerlo a riprendere il vecchio lavoro. Tuttavia sembra comunque apprezzare la situazione e per questo Alex fa comparire un cattivo nei panni del sovrintendente. Il signor Laritate riesce a sconfiggerlo e trova il coraggio per cacciarlo e ritornare alla scuola.
- Guest star: Bill Chott (signor Laritate).

## Alex è amica del preside
- Titolo originale: Alex's Logo
- Diretto da: David DeLuise
- Scritto da: David Henrie

### Trama
Alex viene a sapere dal signor Laritate che riceverà da Justin il premio come migliore cittadina della scuola per tutte le buone azioni che aveva compiuto incoscientemente. Justin, però, non ci crede e le fa l'incantesimo della verità ad Alex ed è in questo modo costretto a premiarla, ma durante la premiazione Alex incomincia a dire la verità su tutti che in questo modo la evitano. Il signor Laritate finisce per diventare il suo migliore amico e per fare in modo che tutti si dimenticassero dell'accaduto balla davanti a tutti gli studenti salvando, così, Alex.
- Guest star: Bill Chott (signor Laritate).

## Quell'insetto di papà
- Titolo originale: Dad's Buggin' Out
- Diretto da: Guy Distad
- Scritto da: Todd J. Greenwald

### Trama
Dopo essere stato punto da un insetto magico, Jerry si trasforma in un insetto gigante a causa di Alex, che ha lasciato il portale magico aperto. Nel frattempo Justin stava per organizzare un congresso con i membri del linguaggio alieno alla Waverly Substation per ricevere il suo sognato premio. Dopo che il padre diventò un insetto, il fratello maggiore fu costretto a rimandare il suo appuntamento, ma Alex riuscì a sistemare le cose e permettere, dunque, che Justin ricevesse il premio.

## La fidanzata segreta di Max
- Titolo Originale: Max's Secret Girlfriend
- Diretto da: Bob Koherr
- Scritto da: Gigi McCreery, Perry Rein
- Guest star: Bella Thorne (Nancy Lueke)

### Trama
Max ha una fidanzata, ma non vuole presentarla ai suoi genitori pensando che siano patetici e buffi. Allora quando la ragazza vuole conoscerli, Alex e Justin lo aiutano prendendo una formula magica per diventare quarantenni, fingendosi i genitori di Max; che nel frattempo ha cambiato il suo nome in Tom e la sua identità. Ma quando i veri genitori rientrano alla Waverly Substation notano la ragazza con i tre fratelli ed i genitori vogliono che lui dica alla sua fidanzata tutta la verità. Con questo finisce che Max rivela di essere un mago e per dimostrarlo ha portato la ragazza sul tappeto volante. Per fare in modo che ella non racconti a tutti che la famiglia Russo è composta da maghi, Justin ricrea l'atmosfera prendendo il tappeto riponendolo sopra vari meccanismi, ricrea la scena di New York dall'alto ed anche la cacca di uccello. Alla fine la ragazza lascia Max pensando che sia un bugiardo.

## Una scintilla di troppo
- Titolo Originale: Alex Russo, Matchmaker?
- Diretto da: David DeLuise
- Scritto da: Vince Cheung, Ben Montanio

### Trama
Alex per far avvicinare Harper e Zeke convince Justin a partecipare alla competizione scientifica da solo e Harper a chiedere a Zeke di partecipare con lei. Quando, però, si rende conto che il loro non è il tipo di rapporto che lei vorrebbe per Harper fa l'incantesimo del fuoco per incrementare la passione tra di loro, ma in seguito a questo ogni volta che si toccano emanano fulmini. Grazie a Justin la situazione viene risolta da Alex che abbracciandoli annulla le loro cariche positive. Si rende poi conto che lo aveva fatto soltanto per ricordarsi dei suoi amori passati.

## Il clone di Justin
- Titolo Originale: Delinquent Justin
- Diretto da: Mary Lou Belli
- Scritto da: Justin Varava

### Trama
Alex, come regalo per Justin in occasione del suo diploma, decide di confessargli che quattro anni prima aveva creato un suo clone e lo aveva fatto andare al college, ed in questo modo ora Justin avrebbe già frequentato i suoi studi universitari. Tuttavia il clone risulta essere una versione molto meno diligente e rispettosa delle regole rispetto a Justin e quando Alex riunisce i due cervelli, il clone prende il sopravvento. Alex, cercando di eliminarlo definitivamente, riduce il cervello di Justin, impedendogli di fare il discorso per il suo diploma. Alla fine tutto si sistemerà e Justin potrà frequentare il college come desiderava.
- Guest star: Bill Chott (signor Laritate).

## Il capitano Jim Bob Sherwood
- Titolo Originale: Captain Jim Bob Sherwood
- Diretto da: Jean Sagal
- Scritto da: Richard Goodman

### Trama
Justin è il vincitore di un concorso per diventare il nuovo editore del fumetto del capitano Jim Bob Sherwood, ma anche Alex ha vinto dopo aver partecipato per far arrabbiare Justin. I due hanno idee diverse e finiscono per far uscire dal fumetto il capitano che, però, scappa per eliminare il crimine da New York City. Per farlo tornare Alex e Justin travestono Harper dalla compagna del capitano che subito accorre per salvarla. Alla fine Justin ed Alex trovano un punto di accordo è il loro numero riceve una grande recensione.

## Come ti rovino l'audizione
- Titolo originale: "Russos vs. Finkles"
- Diretto da: Victor Gonzalez
- Scritto da: Peter Dirksen

### Trama
Per i Russo è venuto il momento della foto di famiglia alla quale parteciperà anche Harper. Ma all'improvviso arrivano i genitori di Harper che vogliono la loro figlia nell'audizione per partecipare a dei varietà nei treni della "Mare Nero" della Romania (essi sono infatti cabarettisti). Alla ragazza non piace l'idea ma Alex, trovando divertenti i Finkle, propone di scambiarsi con lei. In seguito scoprirà che i Finkle sono molto seri nel loro lavoro. Intanto, Justin arriva all'audizione con l'intento di far ricredere i Finkle sul suo carattere. Essi, infatti, prima avevano detto alla figlia di uscire con Justin perché noioso e serio e non con Zeke perché sciocco e buffo. Così Justin fa l'incantesimo dell'eccesso al pranzo: "Battute a nastro del sarcasmo, sarò un campione d'entusiasmo". Trasformatosi in un comico da farsa, ruba la scena ai Finkle. Intanto, Jerry, Harper e Max arrivano anch'essi sul posto perché credevano che ad Alex quella vita piacesse e, presi dalla fame, mangiano anch'essi un po' di pranzo. Alla fine l'audizione la vincono loro ma i Finkle vengono chiamati a fare l'audizione per lo spettacolo, sempre in Romania, "Aioung Stauli No Aio". Subito dopo arriva Zeke vestito di tutto punto e prova l'amore per Harper con il tip-tap. Nella scena finale, i Finkle vanno via ma né con Harper e né con Alex. Quest'ultima continua a fare la spiritosa con la console degli effetti sonori che i Finkle avevano usato per riprodurre il loro jingle e ora lasciata ai Russo fino al loro ritorno.
- Guest star: Dan Benson (Zeke), Kate Flannery (Elaine Finkle), Scot Robinson (Marty Finkle), Alan Safier (produttore rumeno)

## Il mondo allo specchio
- Titolo originale: All About You-Niverse
- Diretto da: Bob Koherr
- Scritto da: Marcus Alexander Hart

### Trama
Harper raccoglie abbastanza denaro per un viaggio in Europa ed Alex, partita anche lei, compra un distributore di "Cibo Spazzatura" con i fondi della Substation. Theresa però non è d'accordo con lei e così hanno un litigio.
Alex scappando nel covo trova uno specchio magico ed attraversandolo si ritrova in un mondo parallelo dove tutto ruota intorno a lei. Dapprima è entusiasta di avere sempre ragione; quando Theresa, Justin e Harper si accorgono che è nello specchio cercano di farla ritornare ma Alex ordina ad Harper dello Specchio di fermarli e quest'ultima rompe lo specchio. Alla fine lo specchio viene ricomposto ed Alex, rendendosi conto che non sempre ha ragione, torna nel mondo reale rappacificandosi con Theresa.

## Lo zio Ernesto
- Titolo originale: Uncle Ernesto
- Diretto da: Bob Koherr
- Scritto da: Todd J. Greenwald

### Trama
È arrivato il compleanno di Theresa così, i tre fratelli, decidono che il più grande regalo da poterle fare è una "riunione di famiglia" promettendo, però, di non usare mai la magia durante tutta la giornata per poter permettere al fratello di Theresa, Ernesto, di partecipare come ospite alla cena di compleanno. Tuttavia, Alex viene a conoscenza di uno scaffale pieno di regali fatti dallo zio Kelbo dei quali lei non ne era a conoscenza e, vinta dalla tentazione, apre il regalo in cui è contenuta una gallina capace di predire il futuro. Max, però, spaventa la gallina che inizia a produrre magicamente cibi da colazione. I tre cercano di tenere sotto controllo la gallina, ma la situazione degenera quando Alex apre il pacco della festa e la stanza si riempie magicamente di persone che ballano. Alla fine Alex riesce a farsi perdonare dalla madre distruggendo l'uovo magico sul quale vi era il nome del vincitore della competizione magica e lo zio non scopre il loro segreto.
- Guest star: Wilmer Valderrama (zio Ernesto).

## Voltare pagina
- Titolo originale: Moving On
- Diretto da: Robbie Countryman
- Scritto da: Peter Murrieta

### Trama
Justin non accetta di uscire con nessuna ragazza poiché è ancora preso dal ricordo di Juliet. Alex e Harper, per aiutarlo, decidono di trasformare Harper in Juliet e far credere così a Justin che lei è tornata e che non vuole che stiano insieme, ma entrambi frequentino altre persone. Tuttavia Justin scopre l'inganno e Harper gli racconta tutta la verità. Così si convince e decide di uscire con la ragazza che glielo aveva chiesto. L'episodio si conclude con una scena che mostra Justin e la sua nuova ragazza abbracciati, mentre la vera Juliet dall'aspetto da vecchia li guarda sorridendo.
- Guest star: Bridgit Mendler (Juliet Van Heusen), Laura Samuels (Sara).
- Lezione magica: incantesimo del cambiamento: trasformalo/a in (nome) in un momento

## Alex salva Mason
- Titolo Originale: Wizards Unleashed
- Diretto da: Victor Gonzalez
- Scritto da: Vince Cheung, Ben Montanio, Justin Varava

### Trama
Alex vede in TV Mason trasformato in un lupo e fingendosi rappresentante di un museo si reca presso la casa di campagna dove si trova. I tre fratelli, però, scoprono che in realtà era una trappola per attirare dei maghi da parte di malvagi maghi di campagna che tengono prigioniero Mason e grazie a degli strumenti magici lo possono trasformare in lupo o in umano a loro piacimento. Per poter riavere Mason Alex è costretta a portare i maghi nel loro rifugio, ma riesce a rinchiuderli nel mondo magico.
Tuttavia Mason non torna del tutto umano ed a causa di alcuni comportamenti di Alex, che è a disagio nel farsi vedere con lui, si allontaneranno. Ma grazie ad Harper, Alex capisce che l'aspetto non conta, e decide di portare il fidanzato ad una festa organizzata da Zeke, ormai fidanzato di Harper. Nel frattempo Justin ha trovato lo strumento mancante e così Mason è tornato ad essere completamente umano.
- Guest star: Gregg Sulkin (Mason Greyback)
- Lezione magica: protone, neutrone piccola dimensione (riduce la grandezza) protone, neutrone, normale dimensione (fa il contrario)

## Il segreto svelato
- Titolo originale: Wizards Exposed
- Diretto da: Bob Koherr
- Scritto da: Richard Goodman

### Trama
Subito dopo che Mason e Zeke escono dalla Substation, il locale viene sequestrato dal governo degli Stati Uniti che, avendo osservato la famiglia per mesi, è arrivato ad ipotizzare che siano dei maghi. Una volta rinchiusi i componenti in un rifugio in mezzo al deserto, gli agenti li separano e cercano di farli confessare di essere dei veri maghi. Solo Justin, al quale viene fatto credere che la terra sta per essere attaccata dagli alieni e che il suo aiuto sarebbe indispensabile, confessa di essere un mago e rivela anche che l'accesso al mondo dei maghi si trova nel loro rifugio al ristorante. Solo in un secondo tempo il ragazzo comprende di essere caduto in una trappola. Nel frattempo però le autorità, entrate nel mondo dei maghi, hanno catturato le principali figure magiche, tra cui il preside. La famiglia riesce ad uscire dalla cella, e grazie all'aiuto del preside che permette ad Alex di fare un incantesimo con il quale duplica la sua famiglia, ad evadere supportati dallo scienziato 1. I membri della famiglia si allontanano dal deserto.
- Guest star: Dan Benson (Zeke), Gregg Sulkin (Mason Greyback), Ian Abercrombie (il preside Crumbs), Jonathan Kite (l'agente Lambwood), Daryl "Chill" Mitchell (lo scienziato 1) e Andy Kindler (Rootie Tootietooie).